# HMS Talbot (1895)
HMS Talbot (/ˈtɔːlbət/, «Талбот», «Толбот») — британский бронепалубный крейсер 2-го ранга. Строился королевской верфью в Девонпорте; заложен в марте 1894 года, достроен в сентябре 1896 года.
Принадлежал к типу «Эклипс» (англ. Eclipse) — одной из серий британских бронепалубных крейсеров, построенных в 1890-е годы для защиты протяжённых морских коммуникаций и для обслуживания броненосных эскадр.

## Служба
Во время Русско-японской войны крейсер был стационером в корейском порту Чемульпо, старшим на рейде среди нейтральных судов, где присутствовал при бое крейсера «Варяг» и канонерской лодки «Кореец» с японской эскадрой, а также принял на борт часть команд русских кораблей после их затопления. 

### Первая мировая война
Участие в Первой мировой войне:
- Cruiser Force G / 12 крейсерская эскадра в Дуврском проливе.
- 1914 перехватил германское торговое судно.
- с марта 1915 — Дарданеллы. 26 апреля крейсер вместе с броненосцем HMS Goliath поддерживал высадку десанта на пляж «Y Beach».
- май 1916 — Восточная Африка.
- 1918 — мыс Доброй Надежды

В 1921 году продан на слом.